# Battaglia di Chio (201 a.C.)
La Battaglia di Chio fu combattuta, nel 201 a.C., tra la flotta di Filippo V di Macedonia e quella combinata di Rodi, Pergamo, Bisanzio e Cizico.
La guerra di Creta era iniziata nel 205 a.C. quando i macedoni e i loro pirati e alleati cretesi avevano iniziato ad attaccare le navi di Rodi, poiché questa aveva la più ricca flotta mercantile dell'Egeo. Le marine degli alleati di Rodi, Pergamo, Bisanzio e Cizico si unirono alla flotta di Rodi e sconfissero la flotta macedone al largo dell'isola di Chio.

## Preludio
Con la fine della prima guerra di Macedonia, Filippo iniziò a ricostruire la sua flotta fino a raggiungere dimensioni tali da poter sfidare le flotte di Rodi, Pergamo e dei Tolomei. Filippo voleva schiacciare la potenza navale dominante nell'Egeo, Rodi e costituì alleanze con pirati etolici e spartani e con alcune potenti città stato cretesi.

## Battaglia
Nella battaglia l'ammiraglia di Filippo V di Macedonia, una bireme o trireme, molto grande con dieci banchi di vogatori, speronò accidentalmente una delle sue navi dandole un potente colpo al centro della fiancata, ben al di sopra della linea di galleggiamento, poiché il timoniere non era riuscito in tempo a controllare o invertire lo slancio della nave. Intrappolata, l'ammiraglia venne messa fuori combattimento da due navi nemiche, che la speronarono sotto la linea di galleggiamento su ciascun lato.
La marina macedone era più numerosa della flotta alleata, ma mancava di esperienza perché Filippo l'aveva creata solo pochi anni prima della battaglia. Questo fu un fattore decisivo.
La battaglia sembrava andare contro Filippo, ma poi Attalo tentò di impedire che una delle sue navi venisse affondata e fu condotto sulla riva. Filippo catturò la nave di Attalo e la rimorchiò durante la battaglia, convincendo il resto della flotta di Pergamo che il re era morto, e le flotte alleate si ritirarono. I macedoni approfittarono di questa tregua per sfuggire ai vittoriosi Rodi e suoi alleati.

## Conseguenze
Le perdite subite da Filippo a Chio infersero un duro colpo alla potenza navale macedone, tanto che poté giocare soltanto una piccola parte nella seconda guerra macedonica.
Quando Attalo fece incagliare la sua nave, fuggì via terra ed evitò la cattura solo perché lasciò le sue immense ricchezze a bordo della nave, il che distrasse i suoi inseguitori macedoni abbastanza a lungo da permettergli di scappare.
Il vittorioso Teofilisco morì in seguito per le ferite che ricevette durante la battaglia.

### Fonti primarie
- Polibio, traduzione di Frank W. Walbank, (1979). The Rise of the Roman Empire. New York: Penguin Classics. ISBN 0-14-044362-2.
- Battaglia di Chio

### Fonti secondarie
- Peter Green, (1990). Alexander to Actium: The Historical Evolution of the Hellenistic Age. Los Angeles: University of California Press. ISBN 0-500-01485-X
- Theocharis Detorakis, (1994). A History of Crete. Heraklion: Heraklion. ISBN 960-220-712-4